# Telestula septentrionalis
Telestula septentrionalis är en korallart som beskrevs av Madsen 1944. Telestula septentrionalis ingår i släktet Telestula och familjen Clavulariidae. Inga underarter finns listade i Catalogue of Life.